# Abd-al-Wadud (nom)
Abd-al-Wadud és un nom masculí teòfor àrab islàmic (àrab: عبد الودود, ʿAbd al-Wadūd) que literalment significa ‘Servidor del Ple d'Amor’, essent «el Ple d'Amor» un dels epítets de Déu. Si bé Abd-al-Wadud és la transcripció normativa en català del nom en àrab clàssic, també se'l pot trobar transcrit Abdul Wadoud... normalment per influència de la pronunciació dialectal o seguint altres criteris de transliteració. Com a teòfor, també el duen molts musulmans no arabòfons que l'han adaptat a les característiques fòniques i gràfiques de la seva llengua.